# Artemidoro (poeta)
Artemidoro (in greco  Ἀρτεμίδωρος; prima del III secolo a.C.) è stato un poeta greco antico, autore di elegie.

## Biografia
Di Artemidoro non sappiamo assolutamente nulla, in quanto è noto soltanto da una citazione di Eratostene di Cirene, sicché dev'essere quantomeno precedente a questo autore.

## Opere
Sempre Eratostene gli attribuisce elegie sull'amore, da cui deriva, nell'unico frammento conservato (non testuale), la storia del delfino che, in premio per aver trovato Anfitrite che fuggiva dalle nozze con Poseidone, ebbe dal dio un posto tra le costellazioni.